# Amala (альбом)
Amala ― дебютный студийный альбом американской певицы и рэпера Doja Cat. Он был выпущен 30 марта 2018 года лейблами Kemosabe Records и RCA Records. Делюкс-версия альбома была выпущена 1 марта 2019 года и включала её синглы «Juicy», «Tia Tamera» и «Mooo!». После своего выхода альбом изначально потерпел коммерческий провал и был в значительной степени проигнорирован критиками. В августе 2018 года альбом и Doja Cat привлекли к себе внимание, когда её новая песня «Mooo!» стала интернет-мемом. В результате песни «Candy» и «Juicy» тоже стали хитами, а альбом дебютировал в чарте Billboard 200 в августе 2019 года. В конечном итоге он достигнет 138-й строчки в чарте в ноябре 2019 года, что совпало с выходом её второго студийного альбома Hot Pink.

## Создание и выход
27 марта 2018 года лейбл Doja Cat анонсировал альбом через Twitter. В дополнение к объявлению даты выхода альбома, они также раскрыли название проекта и его обложку. Когда «Roll With Us» был выпущен в феврале 2018 года в качестве первого промо-сингла, альбом первоначально назывался Baby. Позже, 1 марта 2019 года, Amala был переиздан в делюкс-версии, в которую были добавлены три новые песни: «Juicy», «Tia Tamera» и «Mooo!».
Сама певица выразила сильное недовольство альбомом, заявив, что он не раскрывает весь её потенциал. Она также заявила, что, по её мнению, это не законченный альбом, частично из-за того, что она постоянно тусовалась и была под кайфом от марихуаны во время его записи. Она рассказала, что он также был выпущен в спешке, чтобы уложиться в сроки, и что он был сделан в «тяжелое время», поскольку она не получила почти никакой поддержки перед его выпуском.

## Критика
Причисляя его к числу своих любимых альбомов первой половины 2018 года, издание NPR описало Amala как коллекцию из 13 треков игривой инди-поп музыки под влиянием хип-хопа и «манифест молодой женщины, стремящейся взять на себя ответственность за свои имидж и сексуальность, смешивая такие жанры, как дэнсхолл, трэп, хаус и R&B со здоровой дозой дерзости и юмора».

## Трек-лист
| №                   | Название                            | Автор(ы)                                                                  | Producer(s)                            | Длительность |
| ------------------- | ----------------------------------- | ------------------------------------------------------------------------- | -------------------------------------- | ------------ |
| 1.                  | «Go to Town»                        | Amala Dlamini Gerard Powell II David Sprecher Rogét Chahayed Rian Lewis   | Tizhimself Yeti Beats [a] Chahayed [b] | 3:37         |
| 2.                  | «Cookie Jar»                        | Dlamini Chahayed Sprecher Jon Millis Kurtis McKenzie                      | Chahayed Yeti Beats The Arcade         | 3:19         |
| 3.                  | «Roll with Us»                      | Dlamini Sprecher Chahayed Powell                                          | Yeti Beats Tizhimself Chahayed         | 3:00         |
| 4.                  | «Wine Pon You» (featuring Konshens) | Dlamini Garfield Spence Sprecher Antwoine Collins                         | Yeti Beats Troy Nöka [b]               | 3:39         |
| 5.                  | «Fancy»                             | Dlamini Sprecher                                                          | Yeti Beats Doja Cat                    | 2:59         |
| 6.                  | «Wild Beach»                        | Dlamini Collins Sprecher Elizabeth Getz Terence Coles                     | Troy Nöka Yeti Beats                   | 3:24         |
| 7.                  | «Morning Light»                     | Dlamini Sprecher Cameron Bartolini Aaron Miller Aaron Harmon Jordan Reyes | Yeti Beats Cambo                       | 3:59         |
| 8.                  | «Candy»                             | Dlamini Sprecher Joshua Karp Bartolini                                    | Yeti Beats Budo Cambo [b]              | 3:10         |
| 9.                  | «Game»                              | Dlamini Sprecher Adrian Eccleston Bartolini                               | Yeti Beats Adrian X Cambo [b]          | 3:15         |
| 10.                 | «Casual»                            | Dlamini Collins Sprecher Carlos Muñoz Getz                                | Troy Nöka Yeti Beats Loshendrix        | 4:00         |
| 11.                 | «Down Low»                          | Dlamini Bartolini Christian Quirante                                      | Cambo Alizzz                           | 3:31         |
| 12.                 | «Body Language»                     | Dlamini Rytchi Pronzola Bartolini                                         | Richie Beats Cambo [a]                 | 4:05         |
| 13.                 | «All Nighter»                       | Dlamini Sprecher                                                          | Doja Cat Yeti Beats [a]                | 3:13         |
| Общая длительность: | Общая длительность:                 | Общая длительность:                                                       | Общая длительность:                    | 45:13        |

| №                   | Название                            | Автор(ы) | Producer(s)                             | Длительность |
| ------------------- | ----------------------------------- | --- | --------------------------------------- | ------------ |
| 14.                 | «Juicy»                             | Dlamini Sprecher Lukasz Gottwald Lydia Asrat                                                                    | Yeti Beats Tyson Trax                   | 3:20         |
| 15.                 | «Tia Tamera» (featuring Rico Nasty) | Dlamini Maria-Cecilia Kelly McKenzie Sprecher Asrat                                                             | Doja Cat Kurtis McKenzie Yeti Beats [b] | 3:32         |
| 16.                 | «Mooo!»                             | Dlamini Collins Sprecher Pharrell Williams Chad Hugo Jonathan Smith Michael Tyler Bobby Sandimanie Craig Lawson | Doja Cat Troy Nöka [a] Yeti Beats [a]   | 4:45         |
| Общая длительность: | Общая длительность:                 | Общая длительность:                                                                                             | Общая длительность:                     | 56:10        |

Notes
- ↑  signifies a co-producer
- ↑  signifies an additional producer
- «Mooo!» contains portions of «Milkshake», as performed by Kelis from her 2003 album Tasty and «Move Bitch», as performed by Ludacris from his 2001 album Word of Mouf

## Чарты
| Чарт (2019)                 | Высшая позиция |
| --------------------------- | -------------- |
| Australia Hitseekers (ARIA) | 10             |
| США (Billboard 200)         | 138            |

## Сертификации
| Регион                                                                      | Сертификация | Продажи |
| --------------------------------------------------------------------------- | ------------ | ------- |
| США (RIAA)                                                                  | Золотой      | 500 000 |
| Данные о продажах + прослушиваниях приведены только на основе сертификации. |              |         |